# Gustave Perreau
Pour les articles homonymes, voir Perreau.
Gustave Perreau, né le 10 novembre 1852 à L'Aiguillon-sur-Mer (Vendée, France), décédé le 21 novembre 1945, ingénieur du Corps des Ponts et Chaussées, sénateur-maire de La Rochelle (groupe de la gauche démocratique radicale et radicale-socialiste) et membre du Grand Orient de France.

## Biographie
Après avoir fait ses études à La Roche-sur-Yon, il entre aux Ponts et Chaussées. Le 1er novembre 1877, il est conducteur des Ponts et Chaussées de Vendée.
En 1881, il est muté à Angoulême en tant que responsable du service d'études du canal de la Garonne à la Loire, et en 1883, il est attaché au service des travaux à la côte.
Il participe aux travaux du port de La Pallice et établit de 1886 à 1889 le plan cadastral des établissements de pêche du littoral, pour lequel il a obtenu les félicitations du ministère de la marine et des travaux publics.
Il est élu conseiller général de Saint-Martin-de-Ré le 1er avril 1906, sénateur de la Charente-Inférieure le 7 janvier 1912 (et sera réélu 2 fois), et maire de La Rochelle en 1925.

## Mandats
- Élu conseiller général de Saint-Martin-de-Ré le 1er avril 1906 ;
- Élu sénateur de la Charente-Inférieure le 7 janvier 1912 ;
  - Réélu le 9 janvier 1921 ;
  - Réélu le 14 janvier 1930 ;
  - Fin de mandat le 9 janvier 1939 (ne se représente pas) ;
- Élu maire de La Rochelle en 1925.